# Nasidio

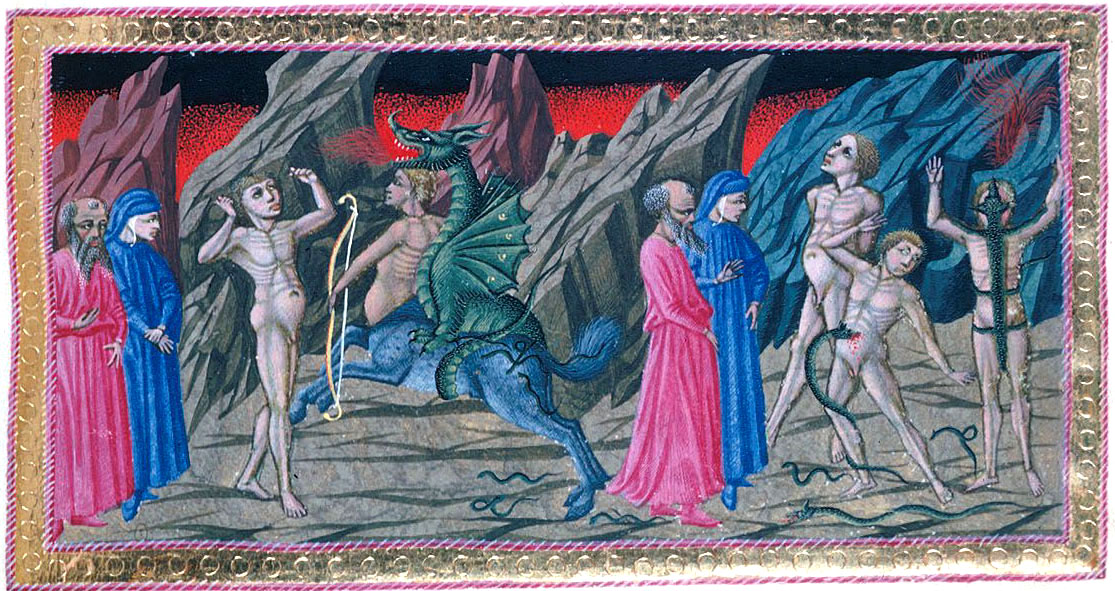

Nasidio es un personaje de la Farsalia de Lucano. Es uno de los soldados de Catón de Útica del cual se describe la muerte durante el pasaje del desierto líbico (el Sahara).
En particular Nasidio es mordido por una serpiente e inicia a inflarse hasta romper la coraza que llevaba, explotando después y reduciéndose a una masa de materia informe. Dante Alighieri lo cita en el Infierno (XXV, v. 95) a propósito de la metamorfosis entre condenados de la fosa (bolgia) de los ladrones y serpientes, junto a Sabelo, que tuvo una muerte parecida.